# 윌리엄 브라스
윌리엄 브라스(영어: William Brass, 1921년~ 1999년)는 스코틀랜드 출신 인구학자이다.